# Вильяндрандо, Родриго де
Родриго де Вильяндрандо (исп. Rodrigo de Villandrando; 1588, Мадрид — декабрь 1622, Мадрид) — испанский художник-портретист.

## Биография
Родился в 1588 году в Мадриде в семье Антонио де Вильяндрандо, королевского музыканта и его супруги Каталины, урождённой де ла Серна. С детства обучался живописи в мастерской придворного художника Хуана Пантоха де ла Круза, а после смерти учителя (1608) работал вместе с его более старшим по возрасту учеником (или последователем) Бартоломе Гонсалесом.
В дальнейшем (вероятно, в середине 1610-х годов) Родриго де Вильяндрандо начал работать самостоятельно, у него появились собственная мастерская и собственные клиенты. Писал Вильяндрандо, в основном, портреты, иногда также — религиозные сцены. Несколько лет спустя он стал одним из ведущих художников Мадрида, который неоднократно приглашался для портретирования членов королевской семьи. Однако, после примерно десятилетнего периода активной самостоятельной творческой деятельности, Вильяндрандо скончался в 1622 году в Мадриде. Его придворный титул и положение при дворе «унаследовал» 23-летний Диего Веласкес, причём искусствоведами отмечается, что открытие придворной вакансии, вызванное смертью Вильяндранды, оказалось ключевым моментом в карьерном и творческом успехе его преемника.
Веласкес полностью преобразил живописный стиль, господствовавший при испанском дворе в то время. Что же касается Вильяндранды, то он строго придерживался эстетических принципов своих учителей, Пантехи де ла Круза и Гонсалеса, и их предшественников, Алонсо Санчеса Коэльи и Антониса Мора. Официальный и строгий стиль этих живописцев, напоминающий наиболее холодные по колориту работы Тициана, почти на столетие определил путь развития испанской придворной живописи, пока Веласкес не направил её по новому пути.

## Галерея

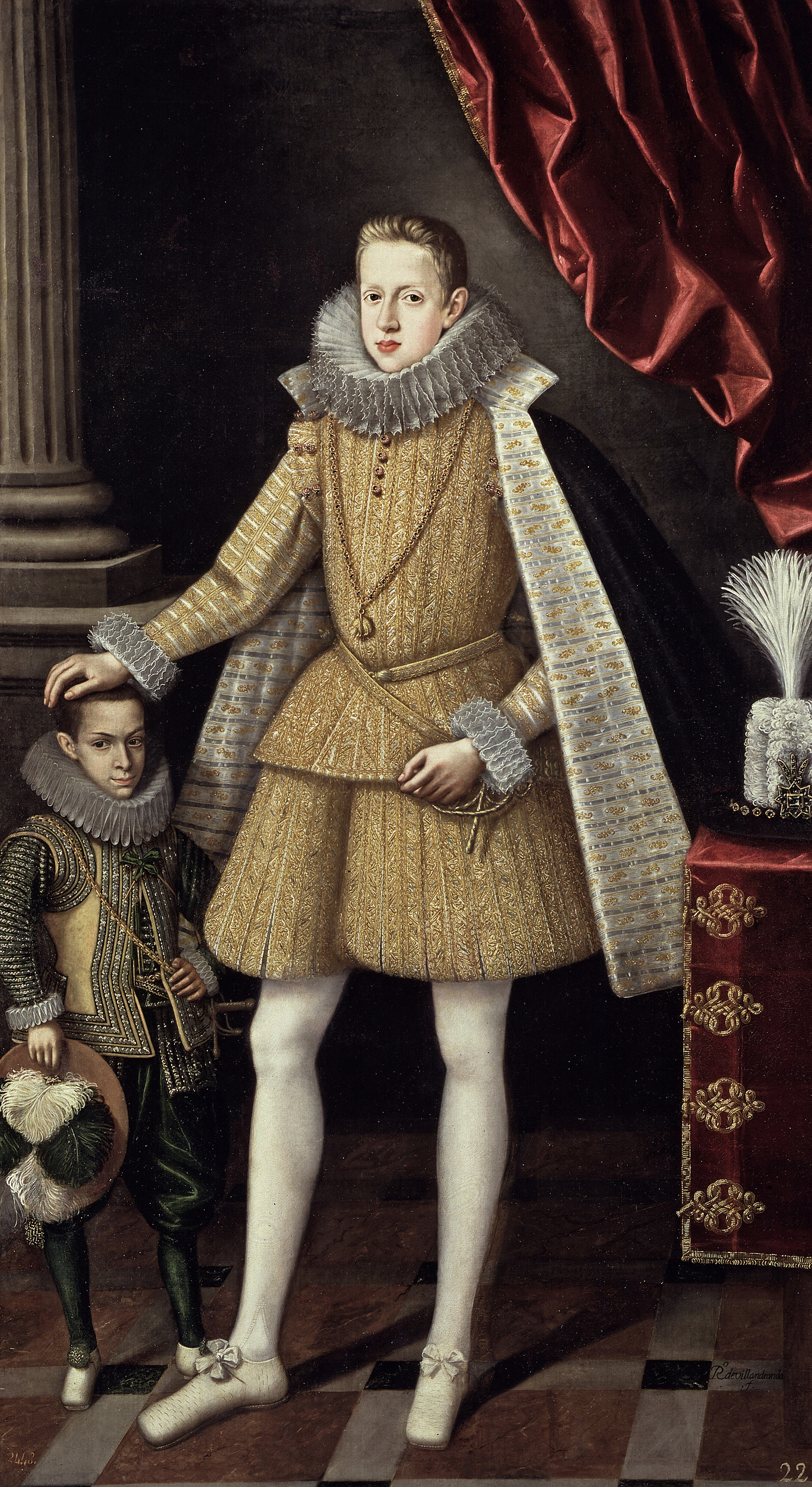
Король Филипп IV с придворным карликом
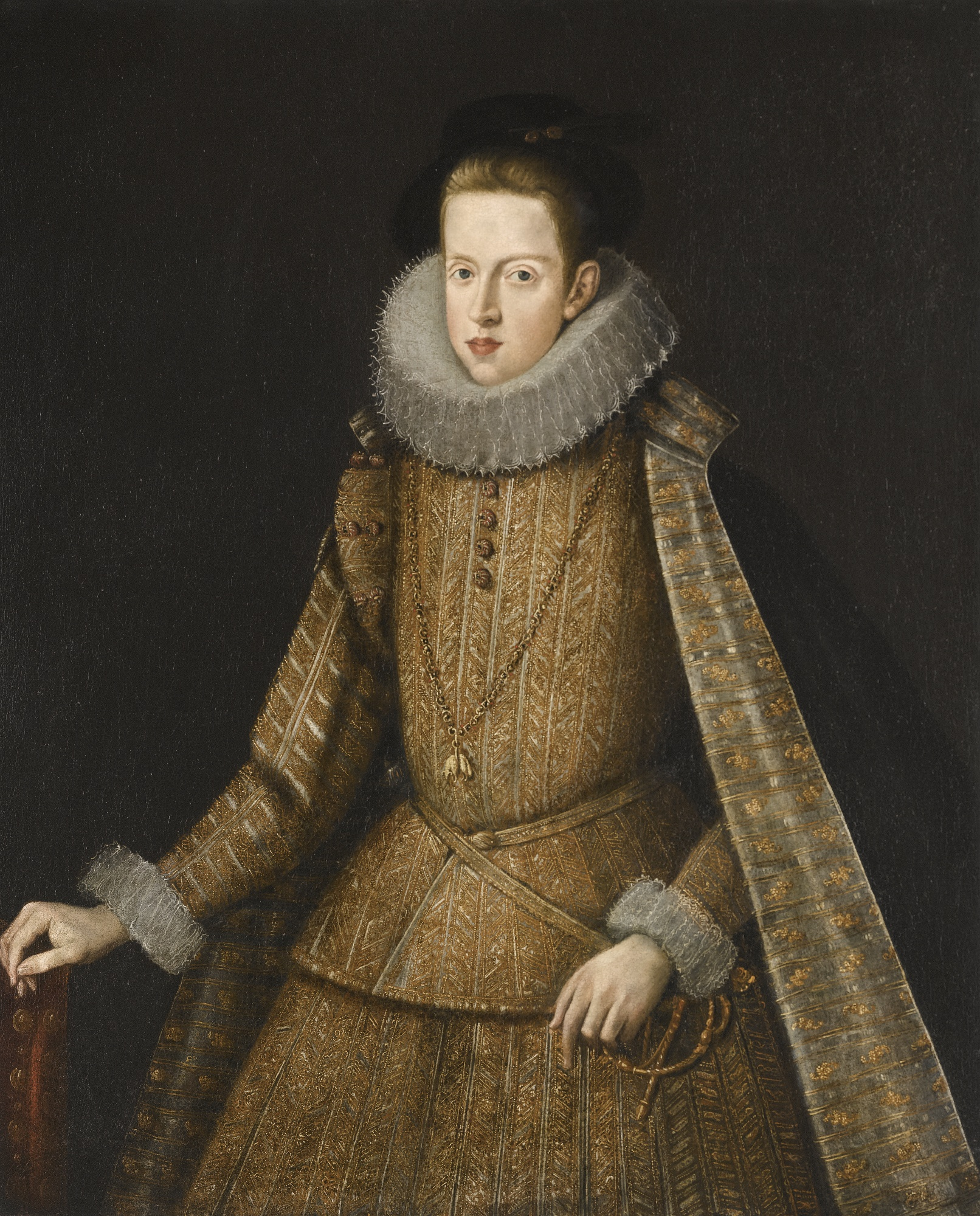
Король Филипп IV в юном возрасте
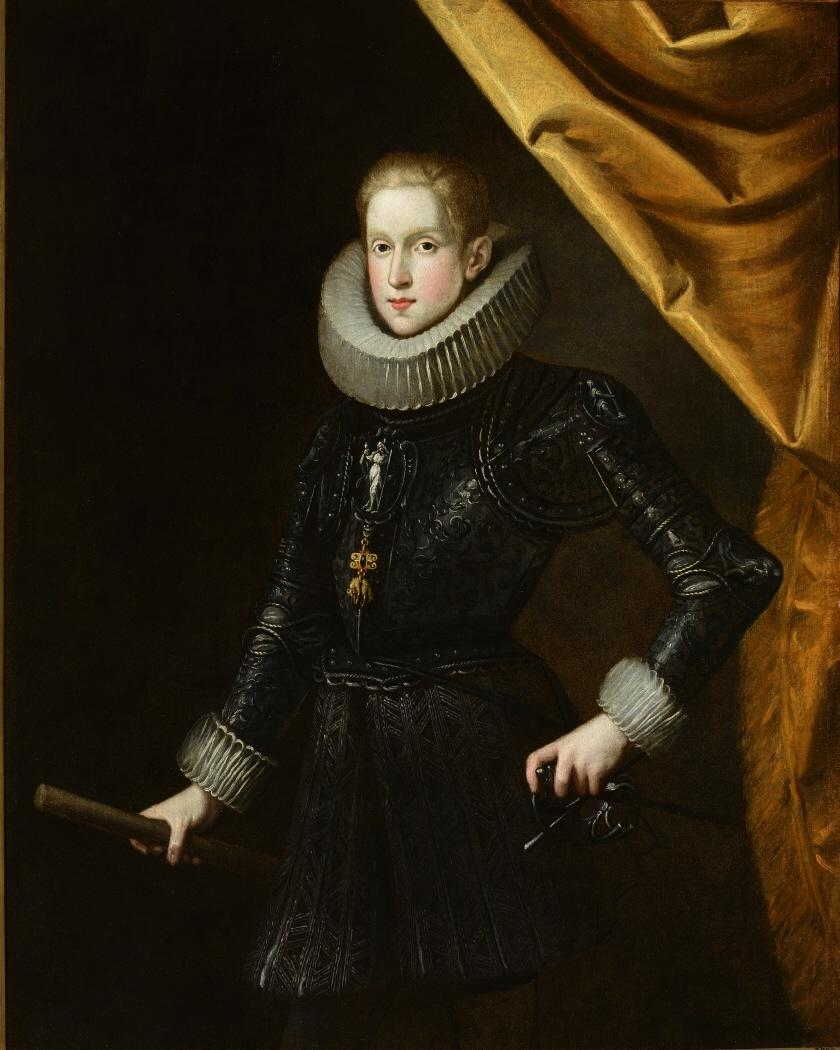
Филипп IV в рыцарских доспехах
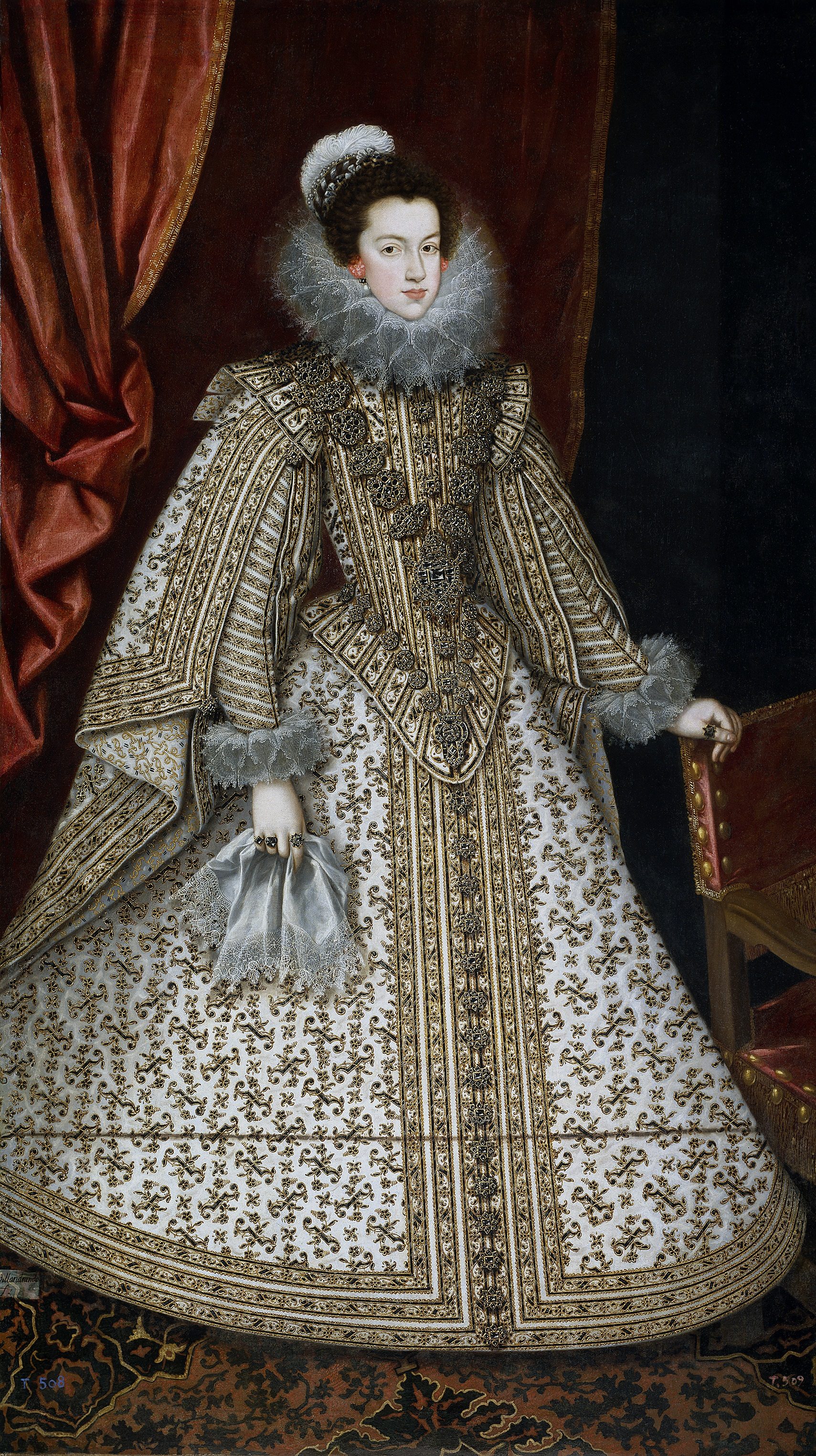
Изабелла Французская (королева Испании)
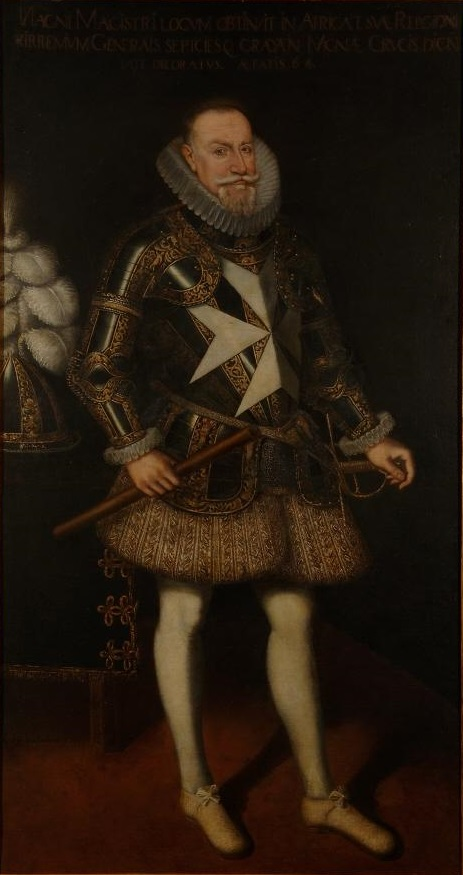
Генерал Мендоса
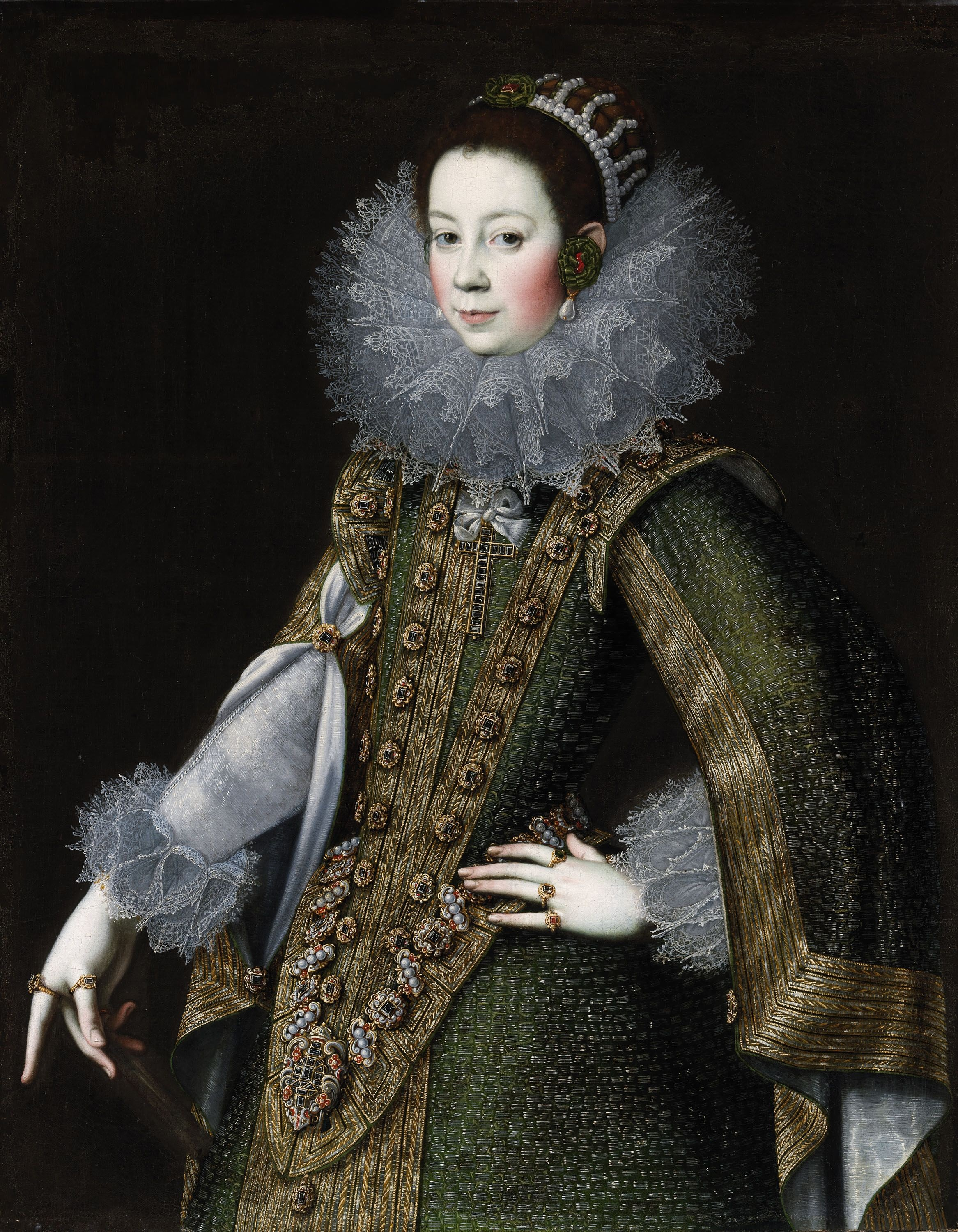
донна Хуана де Салинас
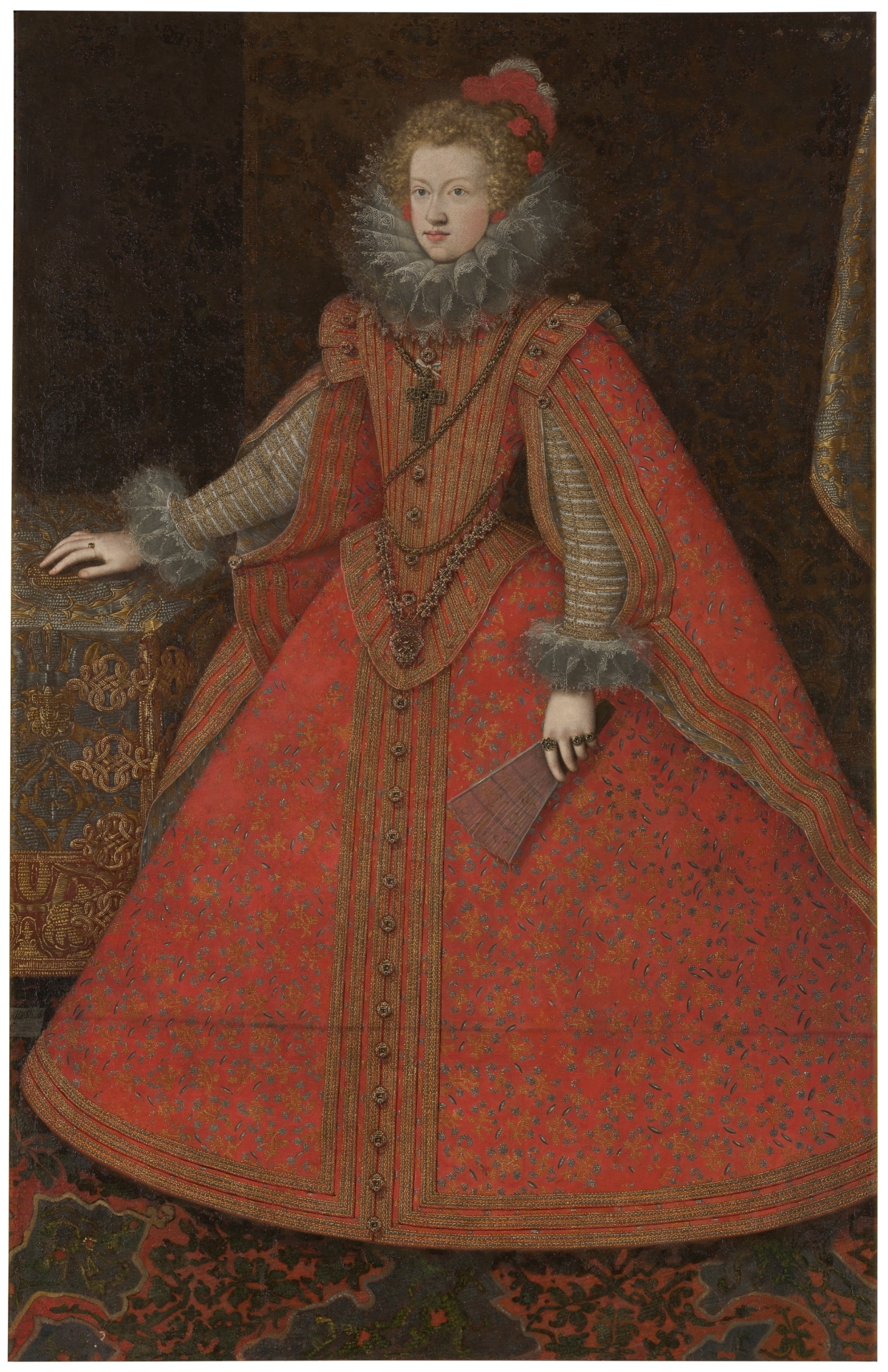
Инфанта Мария Австрийская
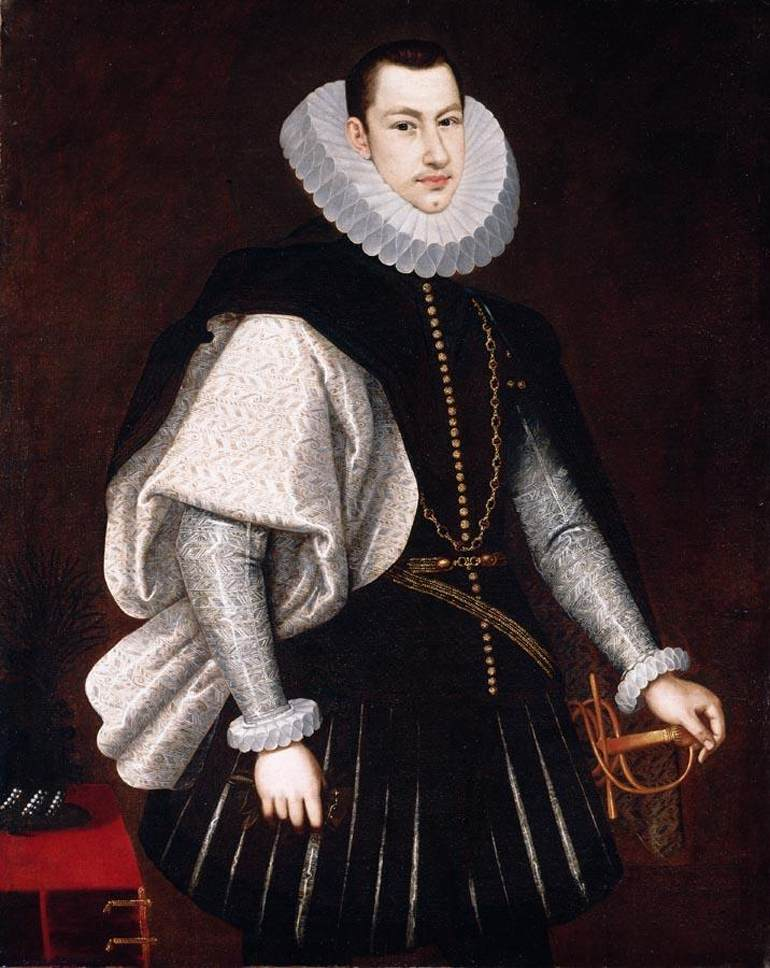
Неизвестный аристократ